# Voludrînți, Iarmolînți
Voludrînți (în ucraineană Волудринці) este un sat în comuna Kadîiivka din raionul Iarmolînți, regiunea Hmelnîțkîi, Ucraina.

## Demografie
Componența lingvistică a localității Voludrînți
     Ucraineană (99,03%)
     Alte limbi (0,97%)
Conform recensământului din 2001, majoritatea populației localității Voludrînți era vorbitoare de ucraineană (99,03%), existând în minoritate și vorbitori de alte limbi.